# Целии
Целиите (на латински: gens Coelia, Coelii, Coelius, Caelius) са фамилия от Древен Рим. Фамилията произлиза от провинция Бетика (южна Испания).
Известни с това име:
- Целий, хълм в Рим
- Caelius Mons, (на бг: Небесна планина), римски Каструм в Реция secunda.
- Porta Caelimontana, врата в Древен Рим

- Децим Целий Калвин Балбин, римски император 238 г.
- Луций Целий Антипатър, римски юрист и историк (180 – 120 пр.н.е.)
- Гай Целий Калд, баща на консула от 94 пр.н.е.
- Гай Целий Калд, консул 94 пр.н.е.
- Целий, ароден трибун 87 пр.н.е.
- Марк Целий Руф, оратор, претор 48 пр.н.е., помага на Гай Юлий Цезар
- Гай Целий Руф, суфектконсул 4 пр.н.е.
- Марк Целий (* 45 пр.н.е.; † 9 г.), центурион в легион Legio XVIII.
- Гней Арулен Целий Сабин, юрист, суфектконсул 69 г.
- Марк Росций Целий, суфектконсул 81 г., баща на Луций Росций Елиан Меций Целер и Марк Меций Целер
- Гай Помпоний Руф Ацилий Туск Целий Спарс, суфектконсул 98 г.
- Квинт Целий Хонорат, суфектконсул 105 г.
- Публий Целий Аполинар, суфектконсул 111 г.
- Луций Целий Руф, суфектконсул 119 г.
- Публий Целий Балбин, консул 137 г.
- Луций Целий Фест, суфектконсул 148 г.
- Гай Целий Секунд, суфектконсул 157 г.
- Публий Целий Аполинар, консул 169 г.
- Целий Онерат, управител на провинция Тракия през 195 г.
- Марк Целий Фаустин, суфектконсул 206 г.
- Деций Целий Калвин Балбин, съ-император с Пупиен 238 г.
- Целий Аконий Пробиан, консул 471 г.
- Лаврентий (вероятно Целий), анти-папа 498 – 506 г.
- Целий Аврелиан, римски лекар и писател от Африка 5 век